# Star Trek : La Nouvelle Génération
Pour les articles homonymes, voir Star Trek (homonymie).
Star Trek Star Trek: Deep Space Nine
Star Trek: La Nouvelle Génération (Star Trek: The Next Generation parfois abrégée TNG) est une série télévisée de science-fiction américaine en 178 épisodes de 45 minutes, créée par Gene Roddenberry et diffusée entre le 28 septembre 1987 et le 23 mai 1994 en syndication.
En France, le téléfilm pilote est sorti en VHS en avril 1988 chez CIC Vidéo. La série a été diffusée à partir du 10 décembre 1996 sur Canal Jimmy et sur W9 entre 2005 et 2007 et au Québec à partir du 16 septembre 2000 sur Ztélé. Elle est également diffusée sur Netflix, notamment en France.
C'est la seconde série télévisée en prises de vues réelles de l'univers Star Trek.
Ultérieurement, en 2019, une autre série intitulée Star Trek: Picard reprend le personnage principal de Jean-Luc Picard, joué par le même acteur Patrick Stewart. L'action se situe 20 ans après les évènements du film Nemesis (2002) et se déroule sur trois saisons.

## Synopsis
Au XXIVe siècle, le vaisseau USS Enterprise (NCC-1701-D) explore l'univers. Il est commandé par un capitaine d'origine française, Jean-Luc Picard. L'équipage est notamment constitué du commandeur William T. Riker, de l'androïde Data, de Geordi La Forge, du Klingon Worf, de la conseillère Deanna Troi, du médecin Beverly Crusher, etc.

## Accroche
« L'espace, l'ultime frontière. Voici le vaisseau galactique « Enterprise ». Sa mission : explorer des mondes nouveaux et étranges, découvrir de nouvelles formes de vie et de nouvelles civilisations et s'aventurer dans les recoins les plus éloignés de la galaxie. »
« Space, the final frontier. These are the voyages of the starship « Enterprise ». Its continuing mission: to explore strange new worlds, to seek out new life and new civilizations, to boldly go where no one has gone before. »
L'accroche anglaise est semblable à celle de la première série Star Trek. Une différence réside dans le « where no one has gone before » (« où personne n'est allé ») qui était originellement « where no man has » (« où aucun homme n'est allé »). La mission a changé aussi, originellement elle durait cinq ans tandis que maintenant elle est sans fin (« continuing mission »).

## Univers
Star Trek : La Nouvelle Génération dépeint une société utopique dans laquelle l'économie n'est plus fondée sur l'argent et qui a su éliminer la famine et la misère grâce à la surabondance. Nourriture et biens matériels peuvent être matérialisés en transformant l'énergie en matière grâce à la technologie de la réplication. L'argent n'étant plus le moteur animant l'humanité, celle-ci se tourne vers la constante quête d'amélioration du soi, cherchant à accroître ses connaissances scientifiques ainsi que sa connaissance des civilisations passées et présentes de la galaxie (Saison 6, épisode 1 : discussion sur la société du XXIVe siècle entre le Conseiller Troi et Samuel Clemens du XIXe siècle).
Il est généralement admis que cette série se veut moins agressive que les autres séries Star Trek, la fin des épisodes étant souvent axée sur un désamorçage de la situation par la diplomatie plutôt que par la force.

## Distribution

### Personnages principaux
- Patrick Stewart (VF : Alain Choquet) : Capitaine Jean-Luc Picard, commandant de l'USS Enterprise
- Jonathan Frakes (VF : Bernard Bollet) : Commandeur William T. Riker (également appelé « numéro 1 »), commandant en second de l'USS Enterprise
- Brent Spiner (VF : Jean-Pol Brissart) : Lieutenant-Commandeur Data, officier des opérations de l'USS Enterprise
- LeVar Burton (VF : Gérard Malabat) : Lieutenant-Commandeur Geordi La Forge, ingénieur en chef de l'USS Enterprise
- Michael Dorn (VF : Michel Blin) : Lieutenant Worf, chef de la sécurité et officier tactique de l'USS Enterprise
- Gates McFadden (VF : Valérie Jeannet) : Docteur Beverly Crusher, médecin-chef de l'USS Enterprise (1987-1988, 1989-1994)
- Marina Sirtis (VF : Anne Plumet) : Conseillère Deanna Troi
- Colm Meaney (VF : Jean-Pierre Rigaux) : Chef Miles O'Brien, officier de téléportation de l'USS Enterprise
- Denise Crosby (VF : Laurence Dourlens) : Lieutenant Tasha Yar, officier de sécurité de l'USS Enterprise (1987-1988) / Sela
- Wil Wheaton (VF : Nicolas Grossetête) : Enseigne/Aspirant Wesley Crusher (1987-1990)
- Diana Muldaur (VF : Danièle Hazan) : Docteur Katherine Pulaski, médecin-chef intérimaire de l'USS Enterprise (1988-1989)
- Michelle Forbes (VF : Marie-Madeleine Burguet-Le Doze) : Enseigne Ro Laren (1991-1992, 1994)

Photos des acteurs principaux
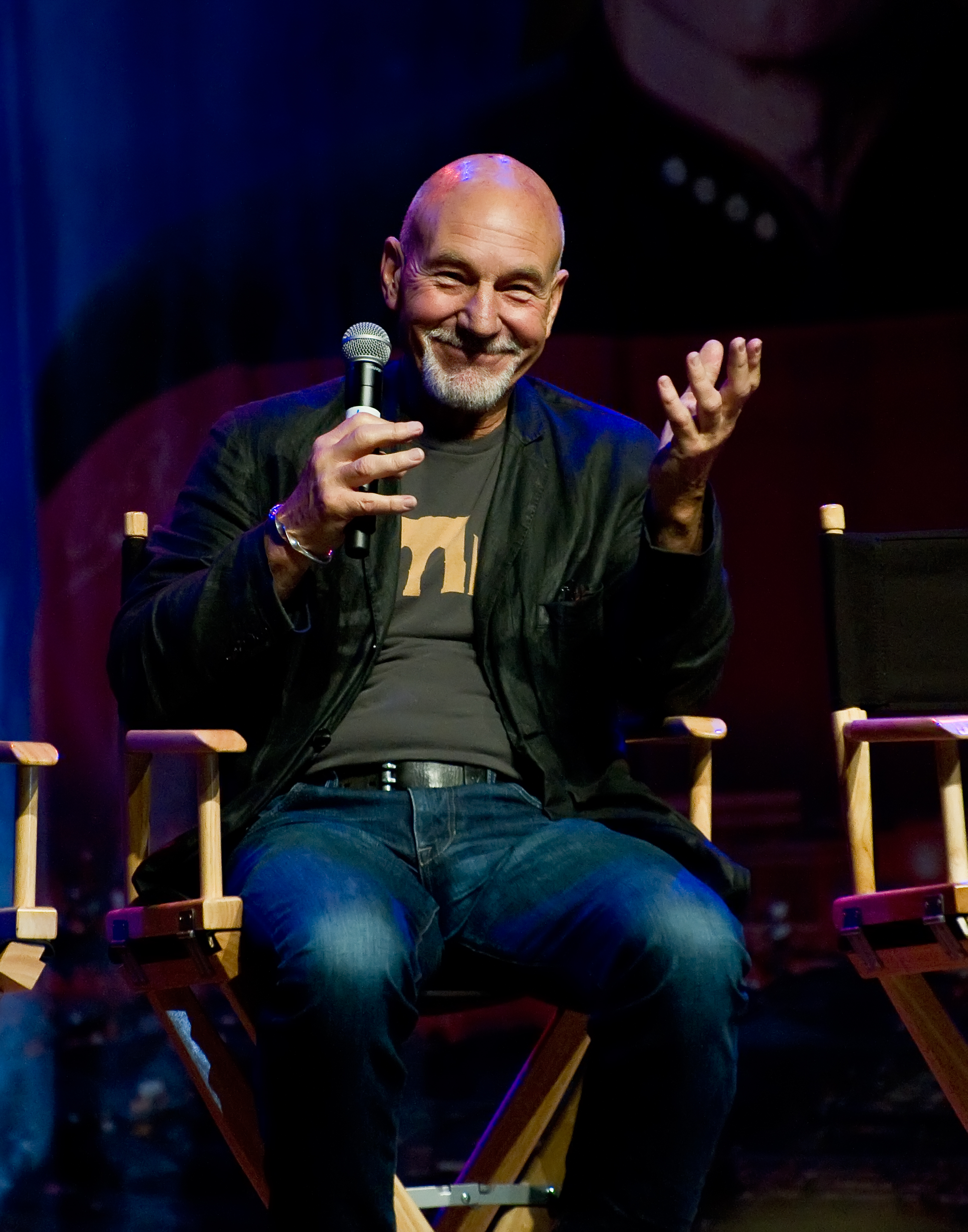
Patrick Stewart
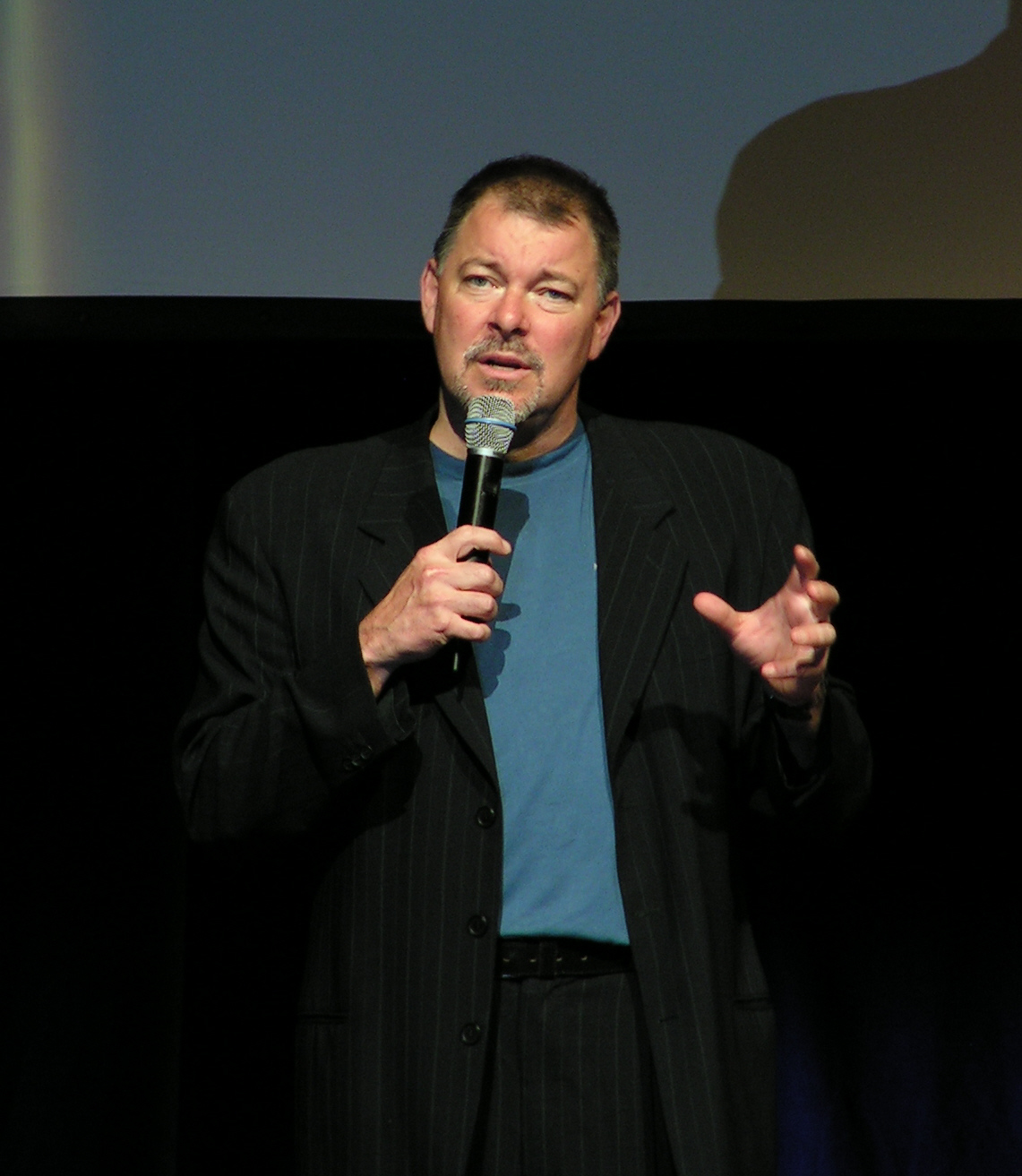
Jonathan Frakes
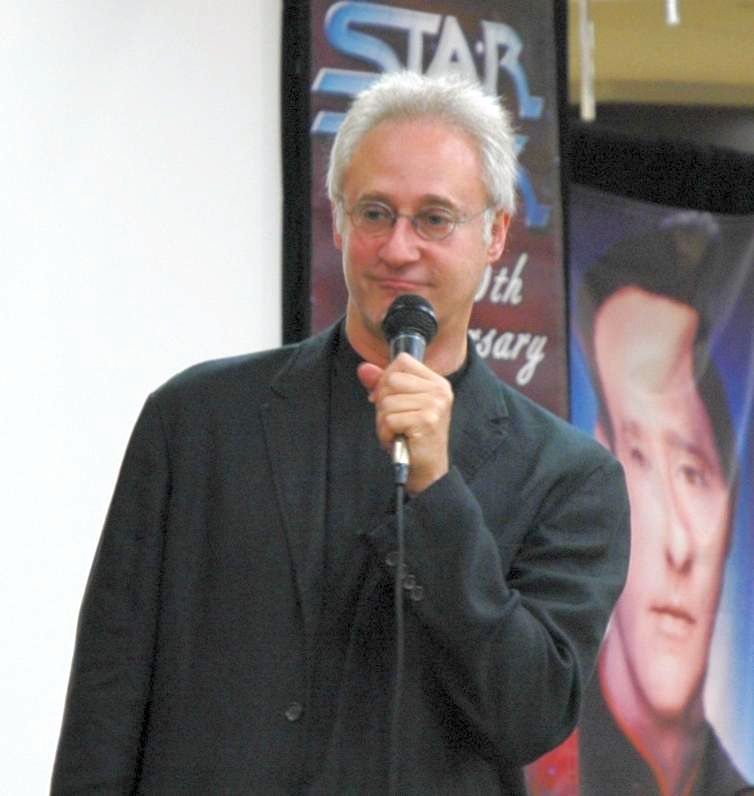
Brent Spiner
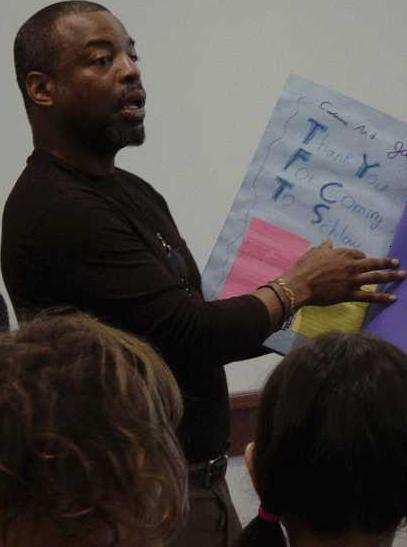
LeVar Burton
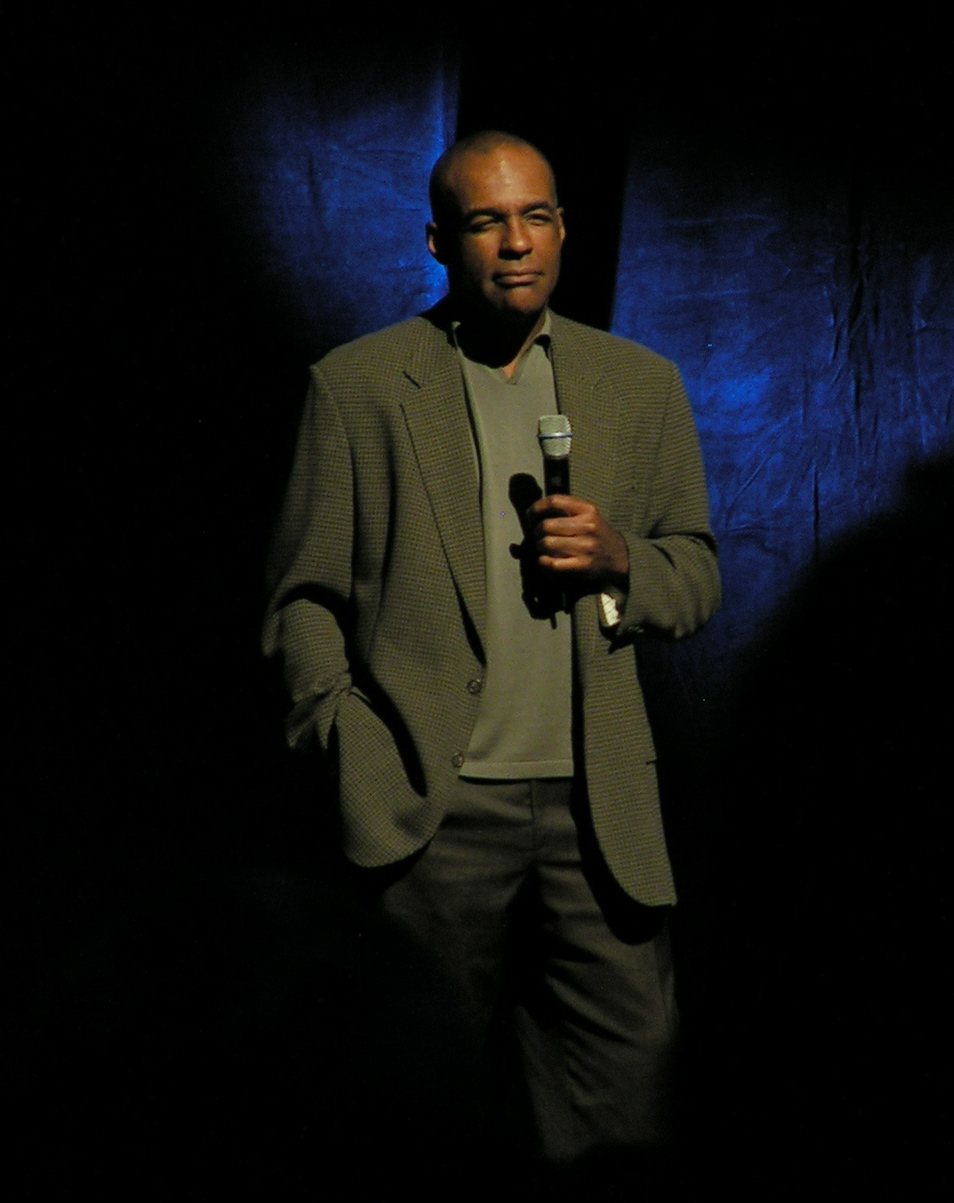
Michael Dorn
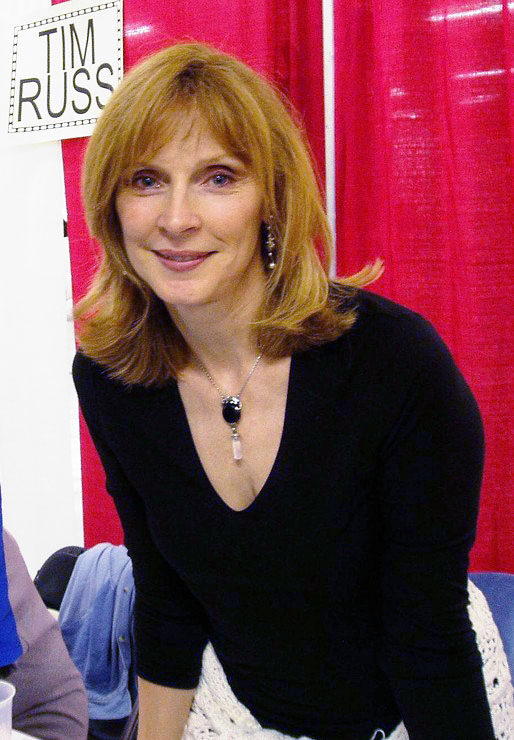
Gates McFadden
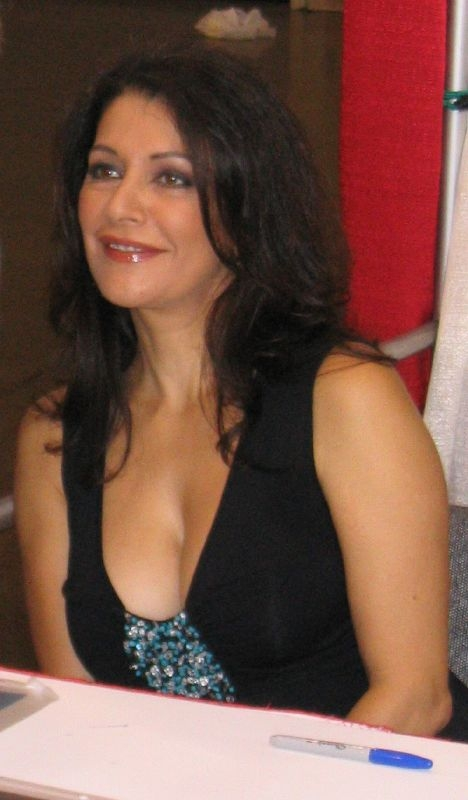
Marina Sirtis
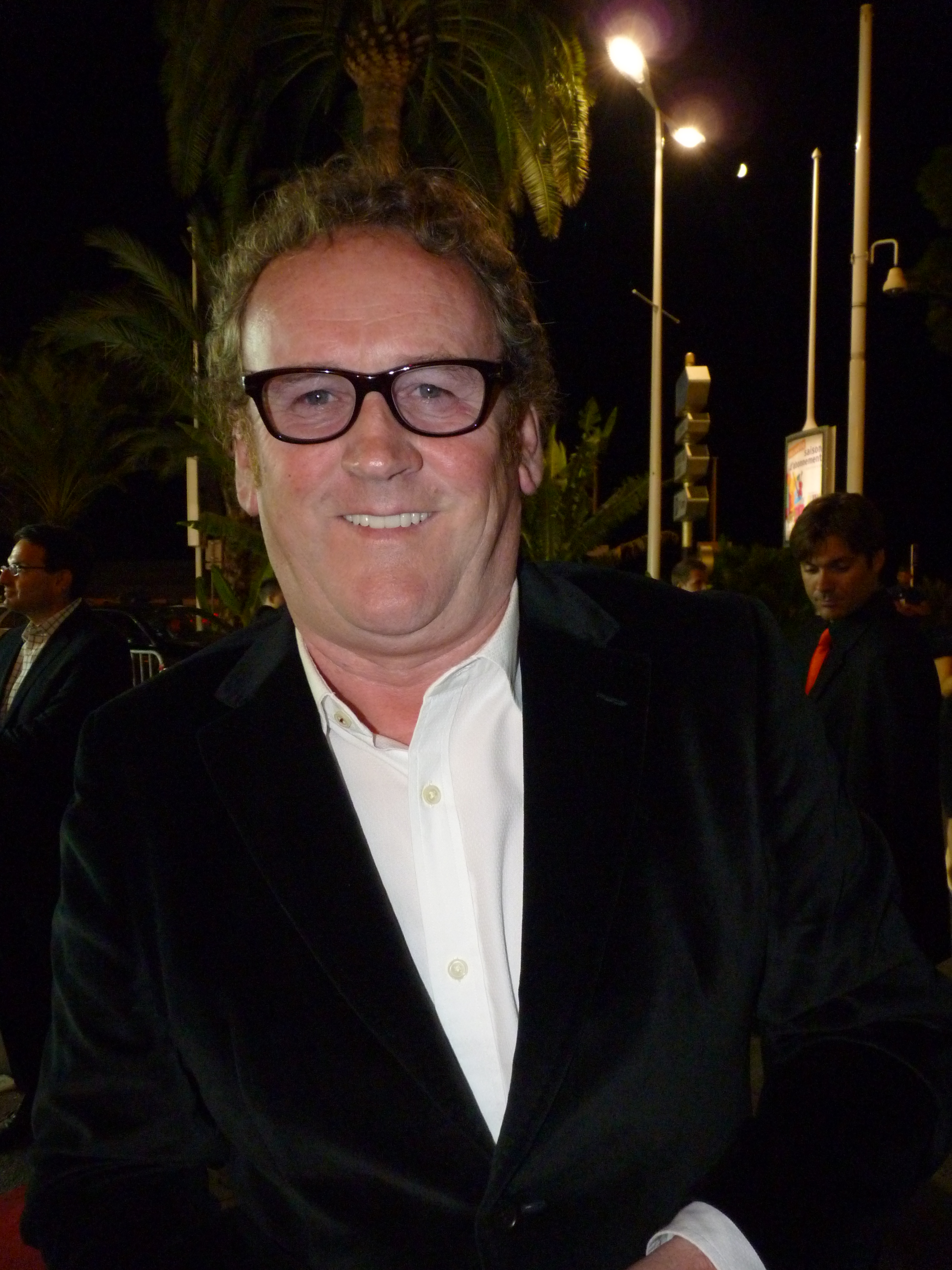
Colm Meaney
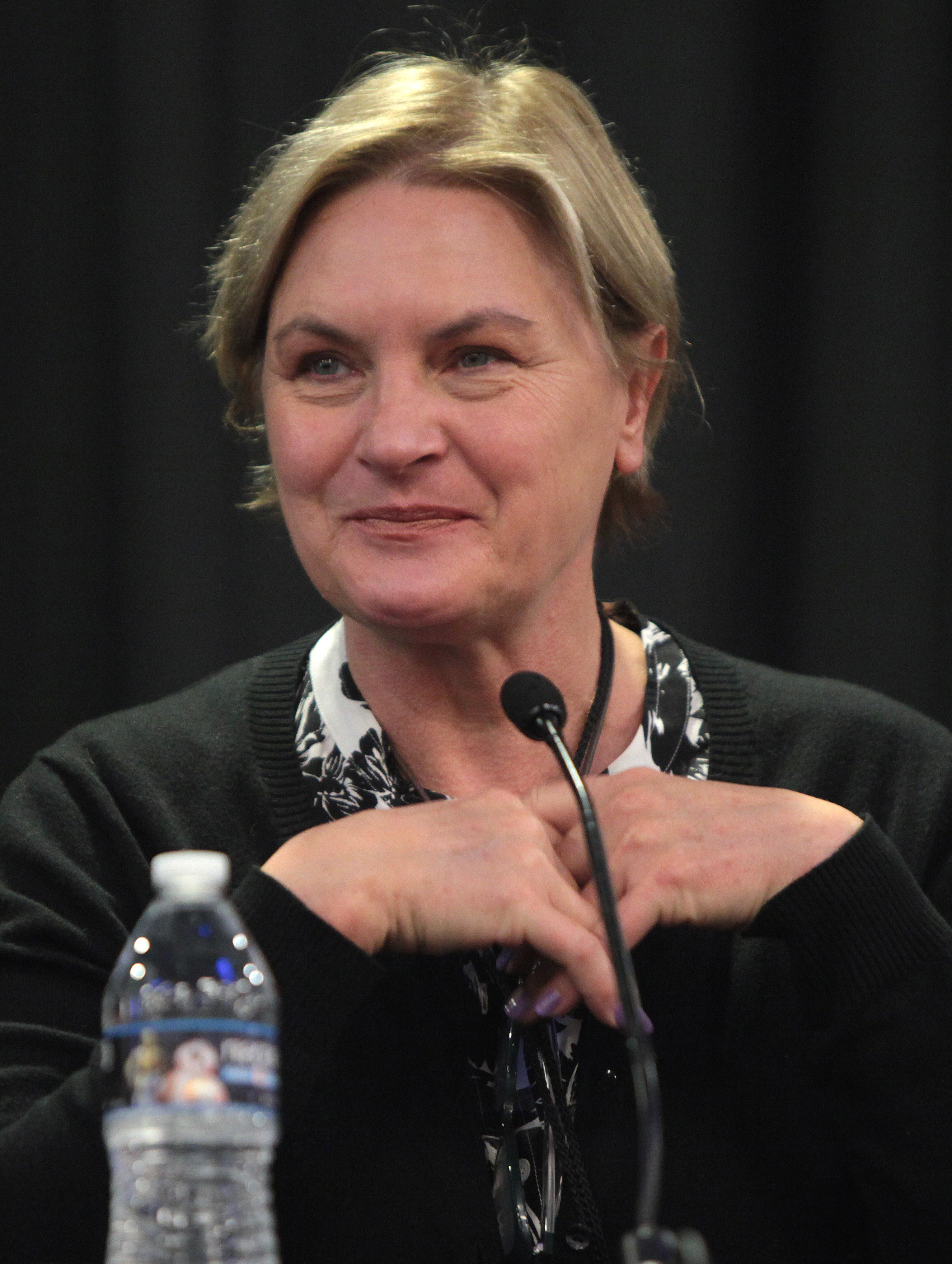
Denise Crosby
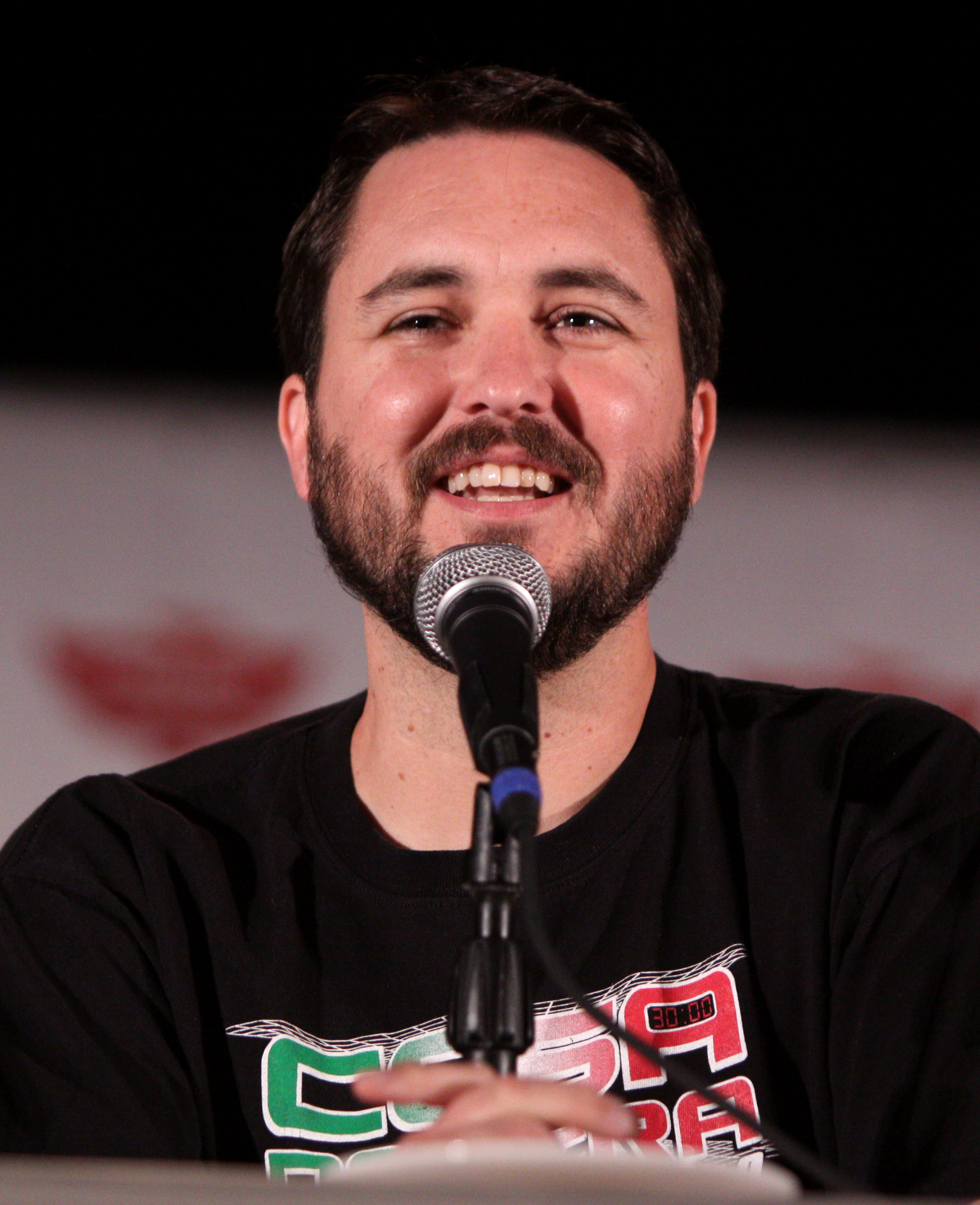
Wil Wheaton
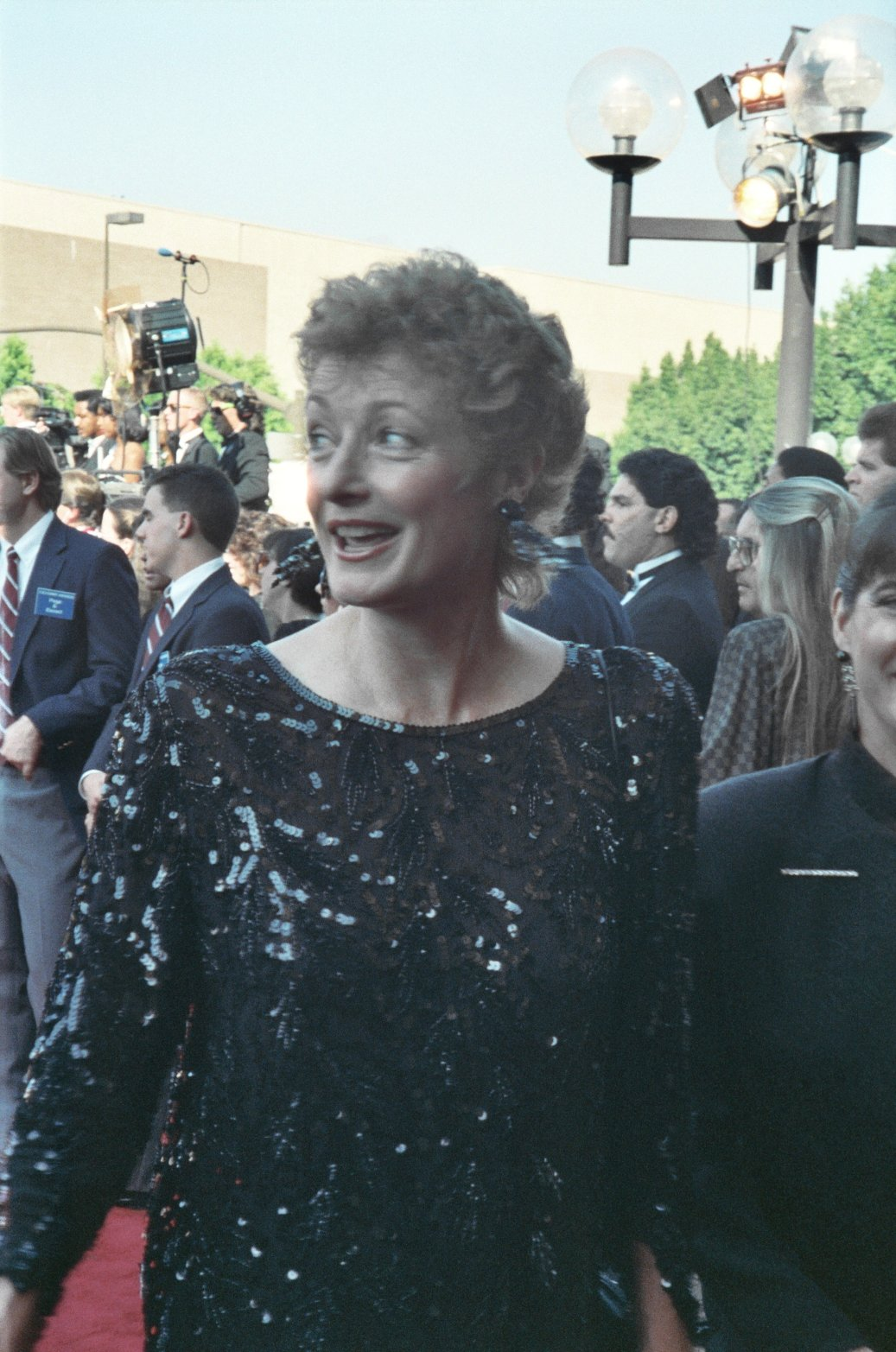
Diana Muldaur
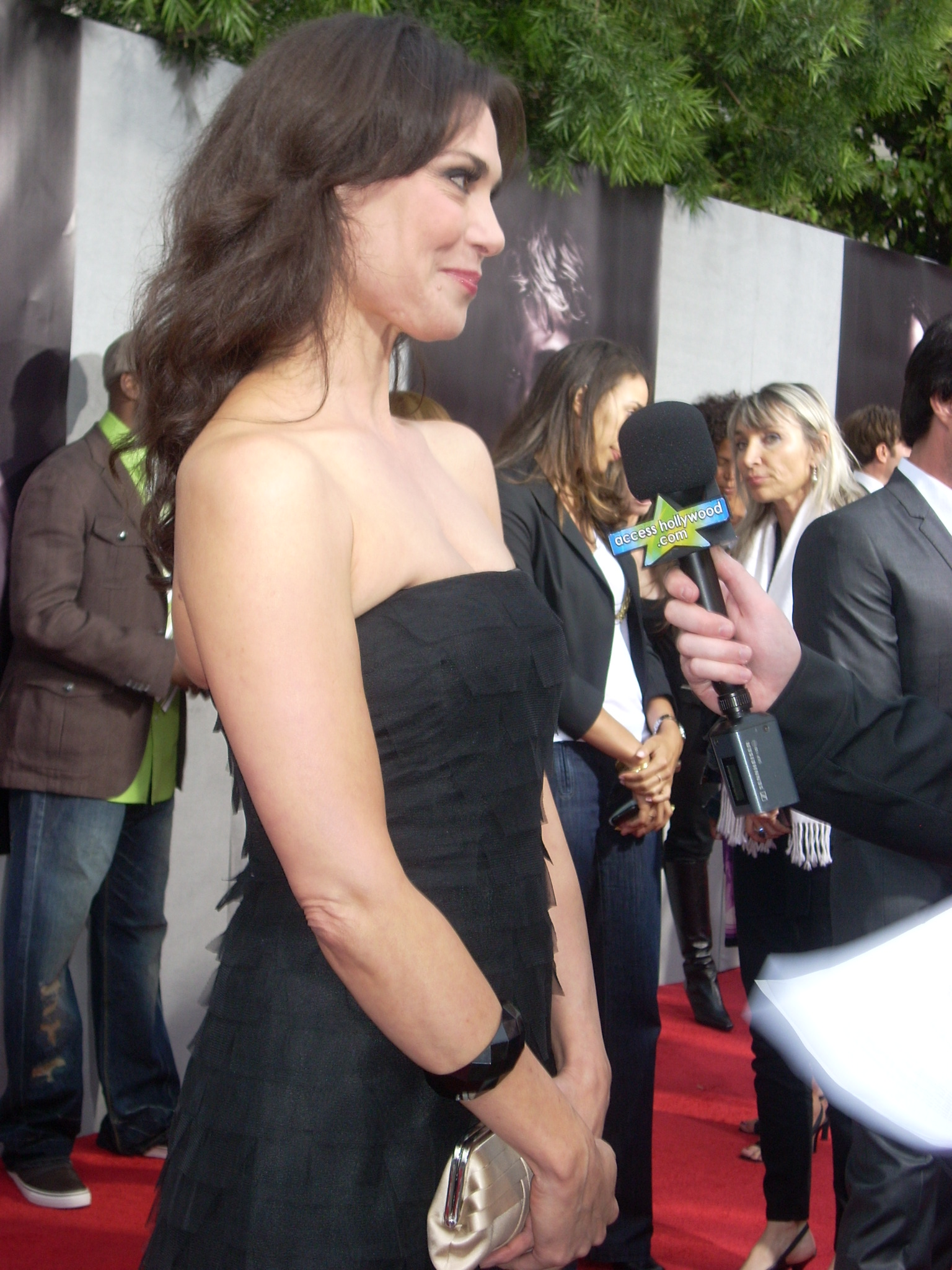
Michelle Forbes

### Personnages récurrents
- Whoopi Goldberg (VF : Maïk Darah) : Guinan (1988-1993)
- John de Lancie (VF : Frédéric Cerdal) : Q
- Majel Barrett : Lwaxana Troi / voix de l'ordinateur de l'Enterprise
- Brent Spiner (VF : Jean-Pol Brissart) : Lore
- Dwight Schultz (VF : Pierre Laurent) : Lieutenant Reginald Barclay (1990-1994)
- Rosalind Chao (VF : Yumi Fujimori) : Keiko O'Brien
- Patti Yasutake : Alyssa Ogawa (en), médecin et infirmière en chef

Photos des acteurs récurrents
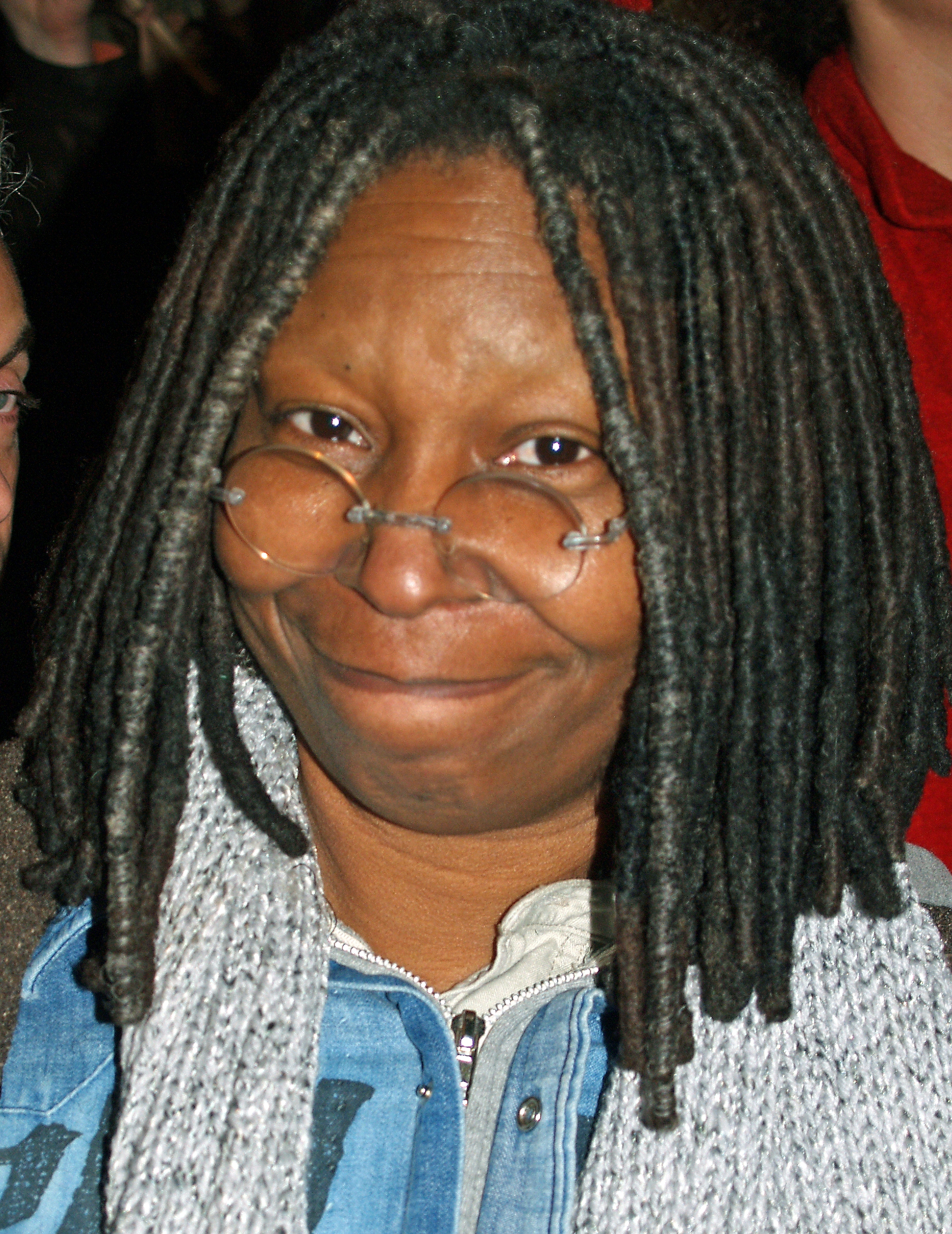
Whoopi Goldberg
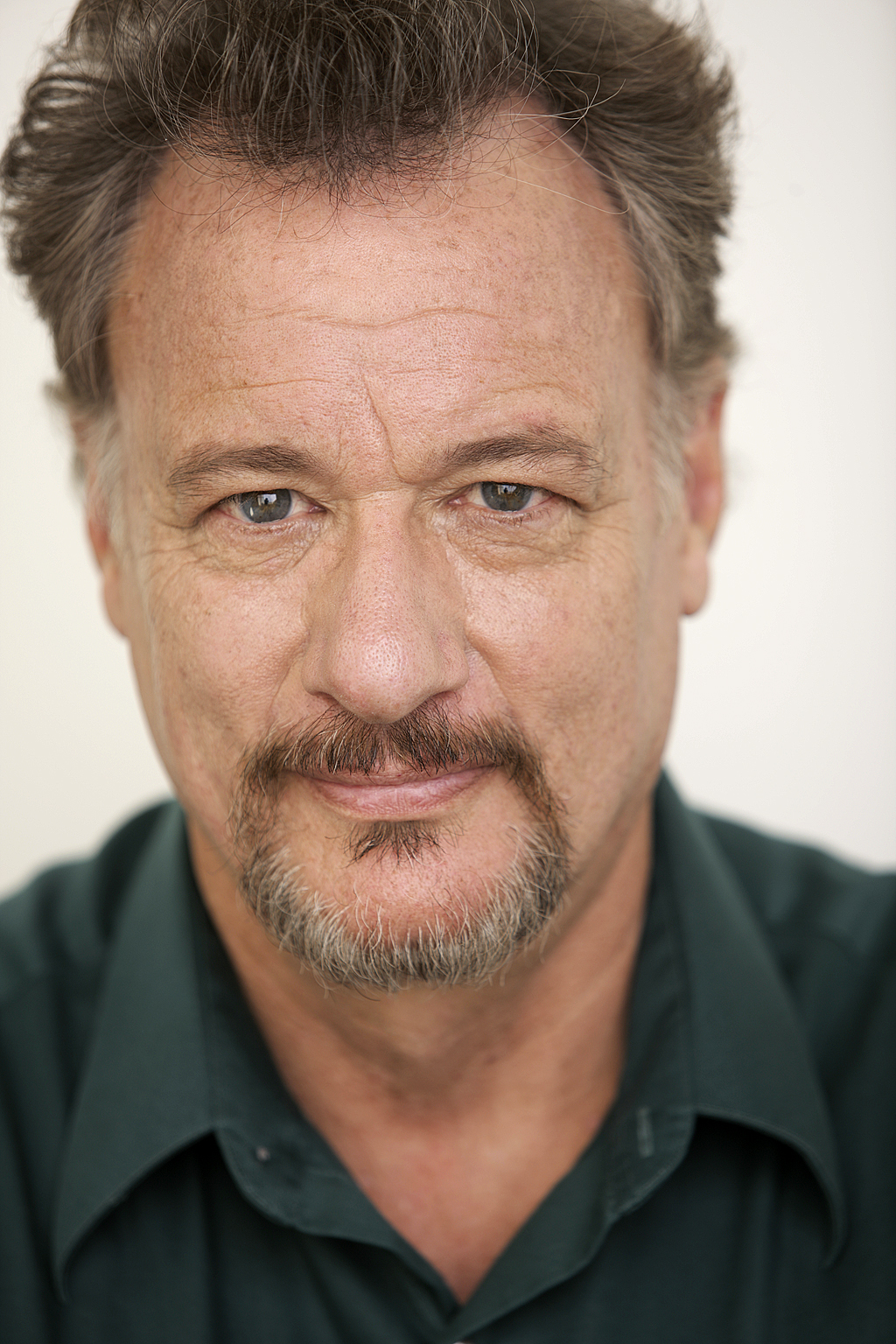
John de Lancie
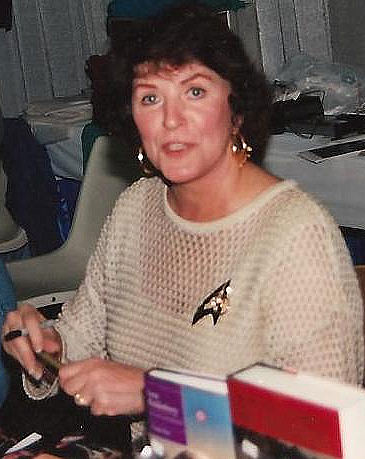
Majel Barrett
Dwight Schultz
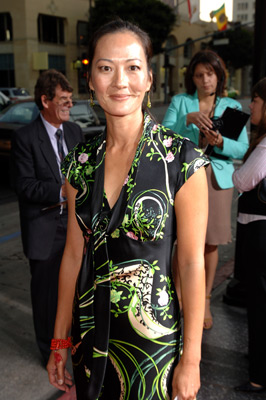
Rosalind Chao
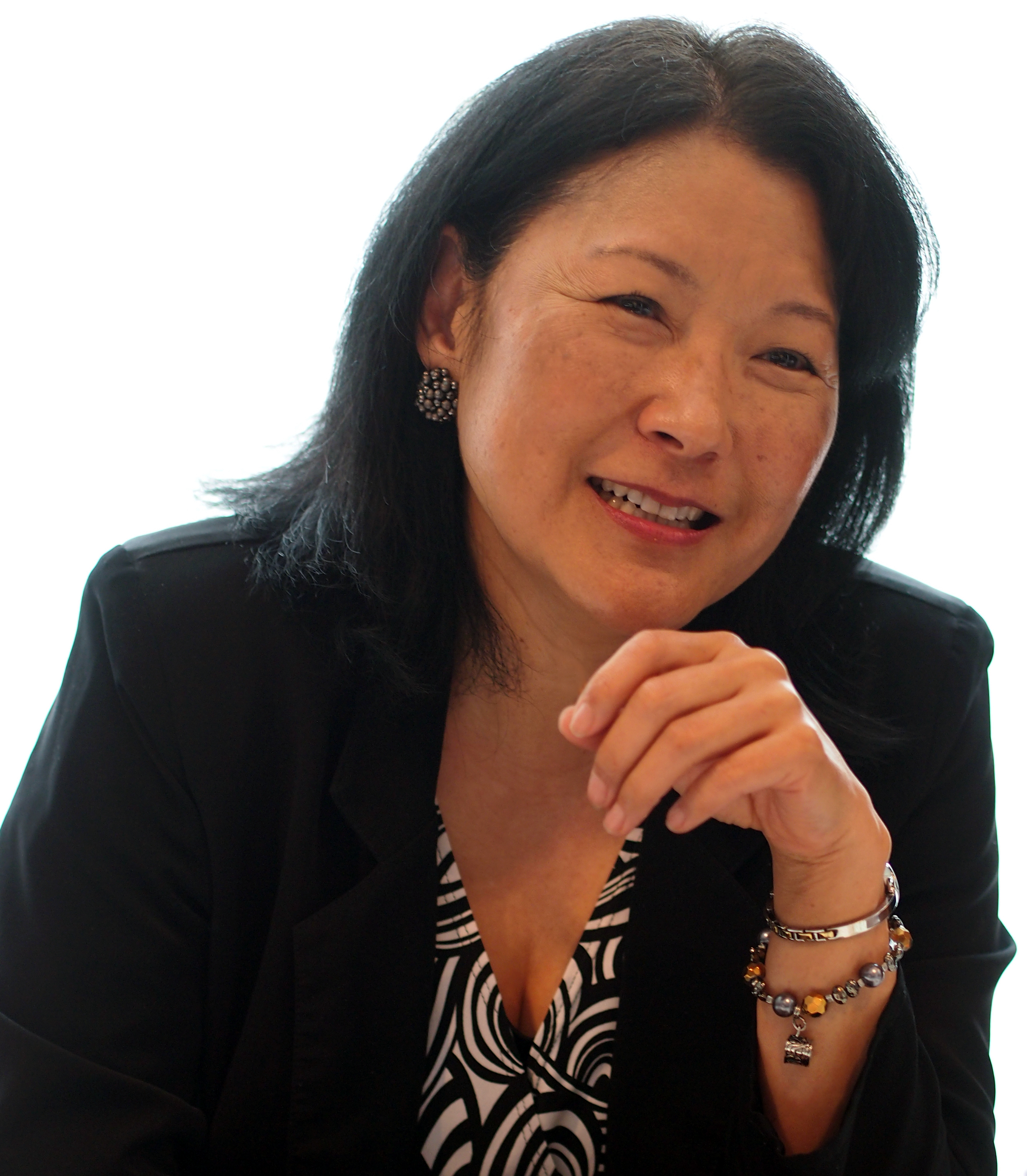
Patti Yasutake

 Source et légende : version française (VF) sur RS Doublage

### Acteurs de la série originaleStar Trek
- DeForest Kelley : Leonard McCoy (saison 1, épisode 1)
- Leonard Nimoy : M. Spock (saison 5, épisodes 7 et 8)
- James Doohan : Montgomery Scott (saison 6, épisode 4)

### Acteurs célèbres invités
- Cary-Hiroyuki Tagawa : Mandarin Bailiff (saison 1 : épisode 1)
- Dick Miller : Vendor (saison 1 : épisode 11)
- Billy Campbell : Capt. Thadiun Okona (saison 2 : épisode 4)
- Teri Hatcher : Chief B. G. Robinson (saison 2 : épisode 4)
- Brian Thompson : Second Officer Klag (saison 2 : épisode 8)
- Mädchen Amick : Teenage Girl (saison 2 : épisode 10)
- Mitch Ryan : Kyle Riker (saison 2 : épisode 14)
- Tzi Ma : Biomolecular Physiologist (saison 2 : épisode 17)
- Mick Fleetwood : Antedian Dignitary (saison 2 : épisode 19)
- Glenn Morshower : Ensign Burke / Orton (saison 2 : épisode 21 / saison 6 : épisode 18)
- Scott Grimes : Eric (saison 3 : épisode 1)
- Ray Wise : Liko (saison 3 : épisode 4)
- James Cromwell : Prime Minister Nayrok / Jaglom Shrek (saison 3 : épisode 11 / saison 6 : épisodes 16 et 17)
- Tony Todd : Kurn (saison 3 : épisode 17 / saison 4 : épisode 26 / saison 5 : épisode 1)
- Samantha Eggar : Marie Picard (saison 4 : épisode 2)
- Jean Simmons : Nora Satie (saison 4 : épisode 21)
- Ashley Judd : Ensign Robin Lefler (saison 5 : épisode 2)
- Erick Avari : B'iJik (saison 5 : épisode 7)
- Kelsey Grammer : Capt. Morgan Bateson (saison 5 : épisode 18)
- Ed Lauter : Lt. Cmdr. Albert (saison 5 : épisode 19)
- Famke Janssen : Kamala (saison 5 : épisode 21)
- Ronny Cox : Capt. Edward Jellico (saison 6 : épisodes 10 et 11)
- David Warner : Gul Madred (saison 6 : épisodes 10 et 11)
- Linda Thorson : Gul Ocett (saison 6 : épisode 20)
- Stephen Hawking : Lui-même (saison 6 : épisode 26)
- Kirsten Dunst : Hedril (saison 7 : épisode 7)
- Terry O'Quinn : Adm. Eric Pressman (saison 7 : épisode 12)
- Paul Sorvino : Dr. Nikolai Rozhenko (saison 7 : épisode 13)
- Mark Rolston : Lt. Walter Pierce (saison 7 : épisode 18)

## Épisodes

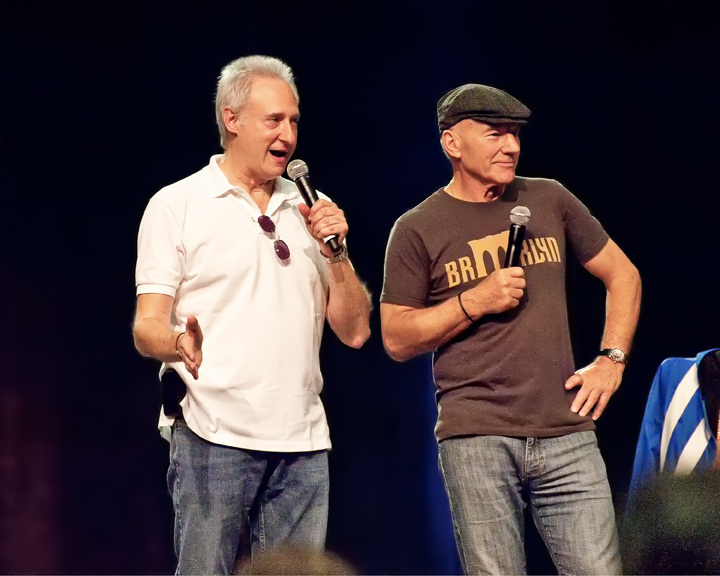
Les acteurs Patrick Stewart et Brent Spiner à une convention de fans en mai 2010.

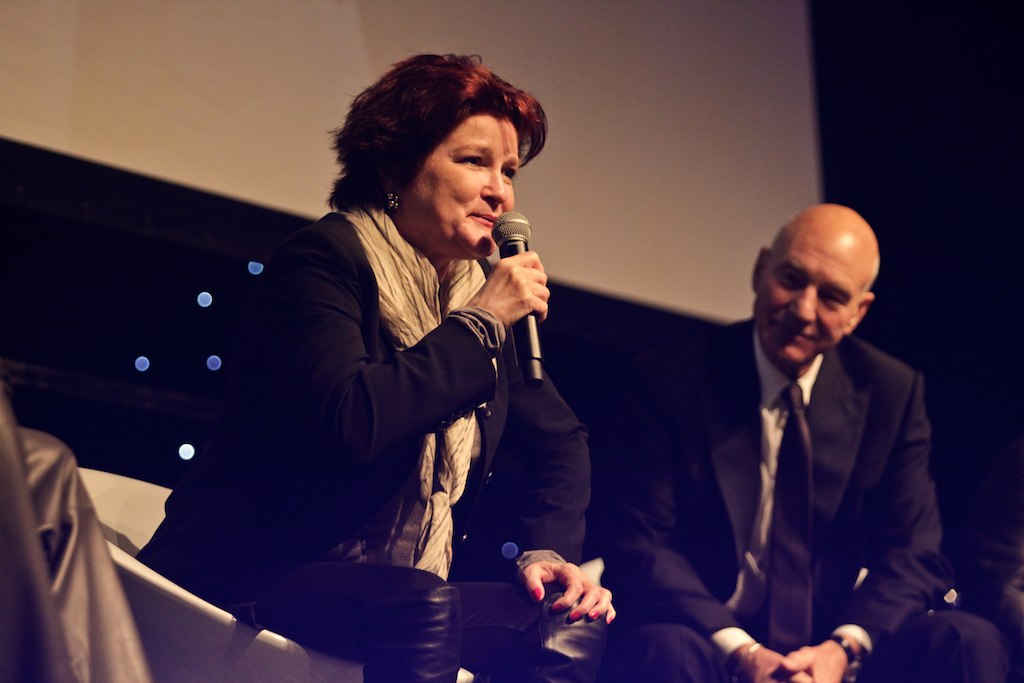
Patrick Stewart, cette fois derrière Kate Mulgrew à une convention à Londres, en octobre 2012.

## Récompenses
- Emmy Award 1988 : Meilleur son pour l'épisode 11001001
- Emmy Award 1989 : Meilleur son pour l'épisode Docteur Q (Q Who?)
- Emmy Award 1990 : Meilleur son pour l'épisode L'Entreprise viendra d'hier (Yesterday's Enterprise)
- Emmy Award 1991 : Meilleur son pour l'épisode Le meilleur des deux mondes - 2e partie (The Best of Both Worlds - Part 2)
- Emmy Award 1992 : Meilleurs effets spéciaux pour l'épisode Question de temps (A Matter of Time)
- Emmy Award 1992 : Meilleurs maquillages pour l'épisode Le prix d'une vie (Cost of Living)
- Emmy Award 1992 : Meilleurs costumes pour l'épisode Le prix d'une vie (Cost of Living)
- Emmy Award 1993 : Meilleurs maquillages pour l'épisode La flèche du temps - 2e partie (Time's Arrow - Part 2)
- Emmy Award 1993 : Meilleurs costumes pour l'épisode La flèche du temps - 2e partie (Time's Arrow - Part 2)
- Emmy Award 1993 : Meilleur son pour l'épisode Pour une poignée de Data (A Fistful of Datas)
- Hugo Award 1993 : Best Dramatic Presentation pour l'épisode Lumière intérieure (Inner Light)
- Emmy Award 1994 : Meilleur son pour l'épisode Genèse (Genesis)
- Emmy Award 1994 : Meilleurs effets spéciaux pour l'épisode Toutes les bonnes choses... (All Good Things...)

## Sorties en vidéo

### DVD (France)
La série a été éditée en DVD chez Paramount Home Entertainment France :
Les coffrets sont avec un design spécial solide plastique ayant chacun une couleur pour chaque saison contenant un livret explicatif. L'image est en 1.33.1 plein écran en Anglais 5.1, Français 2.0 avec sous-titres inclus (ce format d'image français à pour conséquence l'apparition de deux bandes noires situées de part et d'autre sur les téléviseurs 4K). L'image n'est pas remasterisée. Chaque saison contient des suppléments (Making-of, scènes coupées, bêtisiers, présentation des saisons, etc.)
- Intégrale Saison 1 coffret design 7 DVD le 18 avril 2002.
- Intégrale Saison 2 coffret design 6 DVD le 16 mai 2002.
- Intégrale Saison 3 coffret design 7 DVD le 22 août 2002.
- Intégrale Saison 4 coffret design 7 DVD le 10 octobre 2002.
- Intégrale Saison 5 coffret design 7 DVD le 14 novembre 2002.
- Intégrale Saison 6 coffret design 7 DVD le 5 décembre 2002.
- Intégrale Saison 7 coffret design 7 DVD le 16 janvier 2003.

Ressortie des intégrales avec un nouveau packaging (Coffret cartonné avec des slim packs contenant les disques toujours accompagné d'un livret) le 24 août 2006.

### Blu-Ray (France)
La série a été restaurée à partir des négatifs 35 mm (Effets spéciaux et son) et les deux premières saisons ont été publiées sur support Blu-ray et en haute définition (1080p) le 29 août et le 12 décembre 2012. Les saisons 3, 4 et 5 sont sorties le 23 mai, 31 juillet et le 20 novembre 2013, les saisons 6 et 7 le 2 juillet et le 15 décembre 2014 en France chez CBS Vidéo.

## Produits dérivés

### Films
On retrouve les personnages de Star Trek : La Nouvelle Génération dans les films suivants :
- 1994 : Star Trek : Générations
- 1996 : Star Trek : Premier Contact
- 1998 : Star Trek : Insurrection
- 2002 : Star Trek : Nemesis

### Jeux vidéo
- Star Trek: The Next Generation - A Final Unity
- Star Trek: The Next Generation - Birth of the Federation

### Série
- 2019 : Star Trek : Picard